# てんびん座シグマ星
てんびん座σ星 (Sigma Librae) は、てんびん座の恒星で3等星。

## 概要
ヨハン・バイエルはこの恒星をさそり座の一部と考え、「さそり座γ星」という符号を付けていた。しかし、さそり座の他の恒星と離れた位置にあることから、19世紀のアメリカの天文学者ベンジャミン・グールドは、この「さそり座γ星」をてんびん座の一部とし、新たに「てんびん座σ星」という符号を振り直した。
この恒星は赤色巨星で、規則性の低いSRB型の半規則型の脈動変光星に分類されており、20日前後の周期で0.26等級の範囲で変光している。

## 名称
固有名のブラキウム (Brachium) は、ラテン語で「腕」を意味する言葉に由来する。2017年9月5日、国際天文学連合の恒星の命名に関するワーキンググループ (Working Group on Star Names, WGSN) は、てんびん座σ星Aに対して Brachiumという固有名を定めた。
アラビア語で「南の爪」を意味するaz-zuban al-janūbiyyに由来するズベン・ハクラビ (Zubenhakurabi) の名で呼ばれたこともある。